# Edwiga de Saxònia
Edwiga de Saxònia, També anomenada Hedwige, Hatua o Avoia (nascuda entre el 910 o el 922 i morta entre 959 o el 10 de maig del 965), filla d'Enric l'Ocellaire, rei de la Frància Oriental i la seva segona esposa Matilde de Ringelheim, filla del comte Teodoric de Ringelheim.
Era la germana d'Otó I el Gran, emperador del Sacre Imperi Romanogermànic, del duc Enric I de Baviera, de l'arquebisbe Brunó de Colònia i de Gerberga de Saxònia, esposa de Lluís IV.
El 938, es va casar amb Hug el Gran (897-956), marquès de Nèustria y duc dels Francs.
D'aquest matrimoni van néixer:
- Beatriu, casada amb Frederic I de Lorena,
- Hug Capet
- Emma, casada el 960 amb Ricard II de Normandia,
- Odó Enric i Enric Odó, ducs de Borgonya.